# Roemenië op het Eurovisiesongfestival 2015

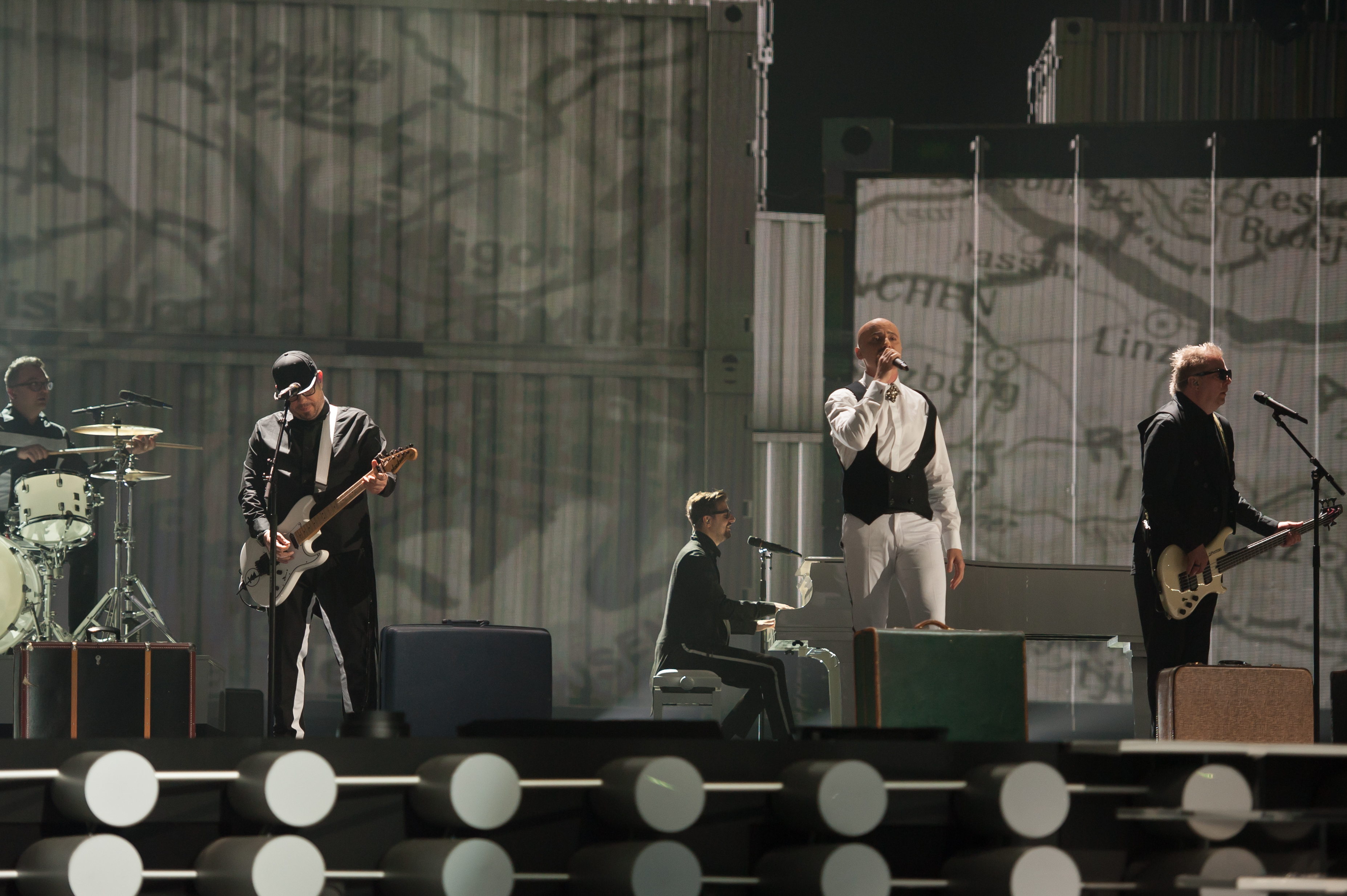
Voltaj in Wenen

Roemenië nam deel aan het Eurovisiesongfestival 2015 in Wenen, Oostenrijk. Het was de 17de deelname van het land op het Eurovisiesongfestival. TVR was verantwoordelijk voor de Roemeense bijdrage voor de editie van 2015.

## Selectieprocedure
Traditiegetrouw koos de Roemeense openbare omroep ervoor om via Selecția Națională een act te kiezen voor het Eurovisiesongfestival. Geïnteresseerden kregen van 26 januari tot en met 8 februari 2015 de tijd om een act in te zenden. Uiteindelijk ontving TVR 93 nummers. Uiteindelijk werden twaalf nummers weerhouden voor deelname. Selecția Națională 2015 vond plaats op 8 maart 2015 in de Sala Polivalentă in Craiova. Presentatoren van dienst waren Alina Şerban en Andrei Boroşovici, met Ioana Voicu en Florina Ghenescu in de green room. Zowel vakjury als publiek kregen elk de helft van de te verdelen punten. Voltaj kreeg zowel van de vakjury als van de televoters het maximum van de punten, en werd aldus gekozen als Roemeense act voor Wenen.

## Selecția Națională 2015
8 maart 2015
| Plaats | Artiest                      | Lied                | Jury | Publiek | Totaal |
| ------ | ---------------------------- | ------------------- | ---- | ------- | ------ |
| 1      | Voltaj                       | De la capăt         | 12   | 12      | 24     |
| 2      | Luminița Anghel              | A million stars     | 8    | 10      | 18     |
| 3      | Ovidiu Anton                 | Still alive         | 10   | 5       | 15     |
| 4      | Blue Noise                   | Love won't run away | 7    | 7       | 14     |
| 5      | Tudor Turcu                  | Save us             | 5    | 8       | 13     |
| 6      | CEJ                          | We were in love     | 4    | 6       | 10     |
| 7      | Lara Lee                     | Superman            | 6    | 1       | 7      |
| 8      | Cristina Vasiu               | Nowhere             | 3    | 2       | 5      |
| 9      | Aurelian Temișan feat. Alexa | Chica latina        | 2    | 3       | 5      |
| 10     | Super Trooper                | Secret place        | 1    | 4       | 5      |
| 11     | Rodica Aculova               | My light            | 0    | 0       | 0      |
| 11     | Băieții                      | Dragoste în lanțuri | 0    | 0       | 0      |

## In Wenen
Roemenië trad in Wenen in de eerste halve finale op dinsdag 19 mei aan. Voltaj was als vijftiende van de zestien landen aan de beurt, na Elhaida Dani uit Albanië en voor Nina Sublatti uit Georgië. Roemenië werd vijfde met 89 punten, waarmee het doorging naar de finale op 23 mei.
In de finale trad Roemenië als twintigste van de 27 acts aan, na Aminata uit Letland en voor Edurne uit Spanje. Roemenië eindigde als vijftiende met 35 punten.
1994 · 1995-1997 · 1998 · 1999 · 2000 · 2001 · 2002 · 2003 · 2004 · 2005 · 2006 · 2007 · 2008 · 2009 · 2010 · 2011 · 2012 · 2013 · 2014 · 2015 · 2016 · 2017 · 2018 · 2019 · 2020 · 2021 · 2022 · 2023 · 2024-2025
Albanië · Armenië · Australië · Azerbeidzjan · België · Cyprus · Denemarken · Duitsland · Estland · Finland · Frankrijk · Georgië · Griekenland · Hongarije · Ierland · IJsland · Israël · Italië · Letland · Litouwen · Macedonië · Malta · Moldavië · Montenegro · Nederland · Noorwegen · Oostenrijk · Polen · Portugal · Roemenië · Rusland · San Marino · Servië · Slovenië · Spanje · Tsjechië · Verenigd Koninkrijk · Wit-Rusland · Zweden · Zwitserland